# Matthew Tindal
Matthew Tindal, född antagligen 1653, död den 16 augusti 1733, var en engelsk religionsfilosofisk författare.
Tindal studerade juridik, tog teologie doktorsgrad samt övergick till katolicismen och erhöll av Jakob II en årspension. 
Efter statsvälvningen 1688 återgick han till protestantismen samt utgav 1694 ett försvar för nämnda statsvälvning och 1697 ett försvar för samvetsfriheten och toleransen, som han dock ej ville ha utsträckt till ateister. 
Tindals första större arbete, The Rights of the Christian Church associated against the Romish and All Other Priests, Who Claim an Independent Power over It (1706), betraktades som ett kraftigt försvar för läran om statens supremati över kyrkan.
Boken möttes med en storm av ovilja från prästerskapet, som anklagade honom för att vilja undergräva religionen. Tindal svarade med ett upprop till Londons invånare till förmån för förnuftets bruk i religiösa frågor. 
Men först genom sitt huvudarbete, The Christianity as Old as the Creation (1730), blev han deismens egentlige apostel. Han betonar där, att den "naturliga religionen" är fullkomlig och att kristendomen ingenting annat är än ett återställande av denna ursprungliga, genom vidskepelsen urartade religion.